# Liste der Monuments historiques in Angirey
Die Liste der Monuments historiques in Angirey führt die Monuments historiques in der französischen Gemeinde Angirey auf.

## Liste der Objekte
| Bezeichnung                                  | Beschreibung                                                                                        | Standort                       | Kennzeichnung | Schutzstatus | Datum | Bild |
| -------------------------------------------- | --------------------------------------------------------------------------------------------------- | ------------------------------ | ------------- | ------------ | ----- | ---- |
| Kelch                                        | Silber, zwischen 1819 und 1838, Goldschmied Charles-Denis-Noël Martin                               | in der Kirche St-Martin (Lage) | PM70001940    | Inscrit      | 2004  |      |
| Kelch und Patene                             | Silber, bezeichnet 1857                                                                             | in der Kirche St-Martin (Lage) | PM70001941    | Inscrit      | 2004  |      |
| Abschrankung                                 | Schmiedeeisen, 1767, Entwurf Jean-Charles Colombot                                                  | in der Kirche St-Martin (Lage) | PM70001958    | Inscrit      | 1994  |      |
| Gemälde Mariä Himmelfahrt                    | Ölfarbe auf Leinwand, Anfang des 19. Jahrhunderts                                                   | in der Kirche St-Martin (Lage) | PM70001959    | Inscrit      | 1994  |      |
| Gemälde Anbetung der Hirten                  | Ölfarbe auf Leinwand, Anfang des 19. Jahrhunderts                                                   | in der Kirche St-Martin (Lage) | PM70001960    | Inscrit      | 1994  |      |
| Gemälde Jesus trifft auf Johannes den Täufer | Ölfarbe auf Leinwand, Anfang des 19. Jahrhunderts                                                   | in der Kirche St-Martin (Lage) | PM70001961    | Inscrit      | 1994  |      |
| Kruzifix                                     | Holz, farbig gefasst, 17. Jahrhundert                                                               | in der Kirche St-Martin (Lage) | PM70001962    | Inscrit      | 1994  |      |
| Kanzel                                       | Holz, 18. Jahrhundert                                                                               | in der Kirche St-Martin (Lage) | PM70001987    | Inscrit      | 1974  |      |
| Zwei Seitenaltäre                            | jeweils Altartisch und Retabel; Holz, Stuck, 18. Jahrhundert                                        | in der Kirche St-Martin (Lage) | PM70001988    | Inscrit      | 1974  |      |
| Martinsreliquiar                             | Silber, vergoldet, gemarkt 1787, Goldschmied vermutlich Pierre-Ignace-Joachim Thiébaud              | in der Kirche St-Martin (Lage) | PM70000034    | Classé       | 1965  |      |
| Hauptaltar                                   | Altartisch, Retabel, Wandvertäfelung und Kommunionbank; Holz, Stuck, Schmiedeeisen, 18. Jahrhundert | in der Kirche St-Martin (Lage) | PM70000035    | Classé       | 1970  |      |